# Perdona pero quiero casarme contigo
Perdona pero quiero casarme contigo (Scusa ma ti voglio sposare) es la cuarta novela del escritor italiano Federico Moccia, segunda parte de "Perdona si te llamo amor".

## Historia
3 años después de volver del faro de la Isla Blu, Álex y Niki, siguen más enamorados que nunca, el problema comienza cuando los días previos a su boda aparece Guido y empieza a conquistar a Niki, entre los problemas que tienen sus amigas y su confusión amorosa, Alessandro y Niki se distancian poniendo en peligro su relación, aunque es su madurez la que hace dudar y eso se vuelve un problema, ve a las otras parejas referentes peleadas y a sus padres, ella piensa en muchas opciones, y lo peor que la familia de su novio (Alex) es muy entrometida en todo y es muy clásica y rica.

## Adaptación cinematográfica
La versión cinematográfica interpretada por los mismos actores que la primera parte, se estrenó en Italia el 12 de febrero de 2010. En España, se estrenó el 20 de abril de 2011.